# Torre de Esgueva
Torre de Esgueva – gmina w Hiszpanii, w prowincji Valladolid, w Kastylii i León, o powierzchni 23,6 km². W 2011 roku gmina liczyła 77 mieszkańców.